# Rat Burana
Rat Burana (thailändisch ราษฎร์บูรณะ) ist einer der 50 Khet (Bezirke) in Bangkok, der Hauptstadt von Thailand. Rat Burana liegt im äußersten Süden des Stadtgebiets.

## Geographie
Der Bezirk Rat Burana wird im Norden begrenzt von einem kurzen Stück des Khlong Dao Khanong und vom Mae Nam Chao Phraya (Chao-Phraya-Fluss), im Osten zunächst von einem kleinen Stück des Khlong Chaeng Ron, dann verläuft die Grenze scheinbar willkürlich durch eine „Low Residential Zone“ (Wohngebiet mit geringer Bebauung), bis sie im Westen wieder durch Khlongs gebildet wird, dem Khlong Yai Jamphii und dem Khlong Bang Phakaeo, so lange, bis dieser auf die Suksawat Road trifft. Die Suksawat Road bildet für einige 100 Meter den Rest der westlichen Grenze, bis sie wieder auf den Khlong Dao Khanong trifft.
Benachbarte Bezirke von Norden aus im Uhrzeigersinn: Thonburi, dann auf dem anderen Ufer des Mae Nam Chao Phraya Bang Kho Laem und Yan Nawa, im Osten liegt Amphoe Phra Pradaeng (in der Provinz Samut Prakan), weiterhin Thung Khru und Chom Thong.

## Geschichte
Als König Taksin Thonburi als neue Hauptstadt von Siam etablierte, bildete die Gegend von Rat Burana das Grenzgebiet. Spätere Verwaltungsänderungen brachten Rat Burana als Landkreis (Amphoe) zur Provinz Thonburi, später zur heute nicht mehr existierenden Provinz Phra Pradaeng. Als diese 1932 aufgelöst und zum größten Teil in die Provinz Samut Prakan eingegliedert wurde, kam der Kreis zurück zur Provinz Thonburi. Mit dem Zusammenlegen der Provinzen Thonburi und Phra Nakhon zur Stadt Bangkok wurde auf Rat Burana ein Teil der Stadt. 1998 trennte man einen Teil des Amphoe ab, um den Bezirk Thung Khru zu bilden.

## Transport
Die vier Haupt-Khlongs (Kanäle) im Bezirk Rat Burana sind
- Khlong Chaeng Ron
- Khlong Rat Burana
- Khlong Bang Phakok
- Khlong Bang Phakaeo

Die folgenden Hauptverbindungsstraßen befinden sich in Rat Burana:
- Thanon Suk Sawat mit 25 öffentlichen und 17 privaten Sois (Nebenstraßen).
- Thanon Rat Burana mit 14 öffentlichen und 23 privaten Sois.
- Thanon Rat Pattnan mit 5 öffentlichen Sois.
- Thaon Pracha U-thit mit 21 öffentlichen und 13 privaten Sois.

Außerdem führt die Schnellstraße Chalerm Maha Nakhon Expressway durch den Bezirk. Sie führt vom Bezirk Chom Thong über die Rama IX-Brücke bis zum Bezirk Bang Na, wo sie auf die Sukhumvit Road trifft. Die Verlängerung bildet den Bang Na Expressway. Die Schnellstraße ist mautpflichtig, sie erhielt das ISO 9002 Zertifikat für „Service Quality Management of its toll collection service“ vom TÜV Rheinland Thailand Ltd. (TUV), gültig für die Periode vom 19. Mai 2000 bis zum 18. Mai 2003.

## Sehenswürdigkeiten
Im Bezirk Rat Buana gibt es insgesamt sieben buddhistische Tempel (Wat), darunter:
- Wat Prasoet Sutthawat (Thai: วัดประเสริฐสุทธาวาส) – ein alter Tempel in chinesischen Stil aus der Ayutthaya-Periode. Sehenswert die Wandmalereien im Ubosot in schwarzer Tusche, die die „Legende der Drei Königreiche“ erzählen. Die Wandmalereien wurden unter König Rama III. renoviert.
- Wat Chaeng Ron (Thai: วัดแจงร้อน) – ein alter Tempel aus der U Thong- (Lop-Buri-)Periode, im Wihan eine U-Thong-Buddha-Statue aus Sandstein, genannt Luang Phor Hin Daeng.
- Wat Bang Pakok (Thai: วัดบางปะกอก) – Tempel mit einer Chedi im Mon-Stil, die in der frühen Rattanakosin-Periode erbaut wurde.
- Wat Rat Burana (Thai: วัดราษฎร์บูรณะ) – in diesem Tempel befindet sich eine Sandstein-Buddha-Statue aus der Ayutthaya-Periode, die die älteste Statue im Bezirk Rat Burana sein soll.

## Verwaltung
Der Bezirk ist in zwei Unterbezirke (Khwaeng) gegliedert:
| Nr. | Name Khwaeng | Thai      | Einw.  |
| --- | ------------ | --------- | ------ |
| 1.  | Rat Burana   | ราษฎร์บูรณะ | 34.430 |
| 2.  | Bang Pa Kok  | บางปะกอก  | 51.395 |